# Julian Medyceusz (1479–1516)
Julian Medyceusz (ur. 12 marca 1479, zm. 17 marca 1516) – jeden z trzech synów Wawrzyńca Medyceusza, książę Nemours, władca Florencji w latach 1512-1513.
22 lutego 1515, na dworze francuskim Julian poślubił Filibertę (1498–1524), księżniczkę sabaudzką, córkę Filipa II. Jeszcze w tym samym roku, król Francji – Franciszek I Walezjusz (siostrzeniec Filiberty), za namową brata Juliana, który właśnie został papieżem jako Leon X, nadał mu tytuł księcia Nemours. Francuzi liczyli również, że zostanie królem Neapolu, z którym to królestwem łączyli wielkie nadzieje, ale Julian zmarł przedwcześnie. Władzę po nim we Florencji przejął jego bratanek – Wawrzyniec (syn Piotra II Medyceusza).
Pozostawił po sobie tylko jednego nieślubnego syna – Hipolita, który został później kardynałem oraz władcą Florencji (w latach 1523-1527).